# Ernestine (prénom)
Pour les articles homonymes, voir Ernestine (homonymie).
Ernestine est un prénom féminin.

## Personnalités portant ce prénom
- Ernestine Albertine du Bost du Pont d'Oye (1756-?), noble luxembourgeoise
- Ernestine Anderson (1928-2016), chanteuse américaine
- Ernestine Barrier (1908-1989), actrice de théâtre et de cinéma américaine
- Ernestine Bayer (en) (1909-2006), rameuse olympique américaine
- Ernestine Bazemore (en), femme politique américain en Caroline du Nord
- Ernestine Gwet Bell (née en 1953), gynécologue obstétricienne camerounaise
- Ernestine Gilbreth Carey (en) (1908-2006), auteure américaine
- Ernestine Cannon (en) (1904-1969), céramiste et designer américaine
- Ernestine Carter (en) (1906-1983), curatrice de musée britannique
- Ernestine Chassebœuf (1910-2005), épistolière française
- Ernestine Cobern Beyer (en) (1893-1972), poétesse et auteure pour enfant américaine
- Wilhelmine-Ernestine de Danemark (1650-1706), électrice consort palatine
- Ernestine Eckstein (1941-1992), activiste lesbienne américaine
- Caroline-Ernestine d'Erbach-Schönberg (1727-1796), princesse de la maison d'Erbach
- Ernestine Fu (en), investisseuse et auteure américaine
- Ernestine Maria Fuchs (1885-1962), actrice et productrice allemande
- Ernestine de Gand (XVIIIe siècle), noble religieuse cistercienne
- Ernestine Lambriquet (1778-1813), fille adoptive de Louis XVI
- Marie Ernestine Lavieille (1852-1937), artiste peintre française
- Ernestine Nyoka (née en 1963), femme politique congolaise
- Ernestine Ouandié (1961-2009), fille camerounaise d'Ernest Ouandié
- Ernestine de Palatinat-Soulzbach (1697-1775), épouse du landgrave Guillaume II
- Ernestine Rengiil (en), procureure et joueuse paluan de tennis
- Ernestine Ronai (née en 1947), militante féministe française
- Ernestine Rose (1810-1892), féministe et abolitionniste polono-américaine
- Ernestine Russell (née en 1938), gymnaste artistique canadienne
- Ernestine de Saxe-Weimar-Eisenach (1740-1786), princesse et duchesse de Saxe-Hildburghausen
- Ernestine de Sayn-Wittgenstein (1626-1661), noble allemande de la maison de Sponheim
- Ernestine Schumann-Heink (1861-1936), cantatrice américaine
- Marie-Ernestine Serret (1812-1883), artiste-peintre française Saxe-Hildburghausen
- Ernestine Tavernier, alpiniste française
- Ernestine Wirth (1852-1890), auteure française de livres éducatifs